# روبن الأحمر (كتاب كوميكس)
روبن الأحمر (بالإنجليزية: Red Robin) هي سلسلة مستمرة من كتاب الكوميكس الأمريكي، كتبها كريس يوست والفنان رامون باخ، الذي كان يضم روبن تيم دريك سابقًا تحت هوية روبن الأحمر. أول إصدار من السلسلة يتبع أحداث باتمان R. I. P., الأزمة النهائية، معركة المخلب الذي يبدو بأن باتمان الأصلي، بروس واين قد توفي على أيدي شرير دي سي كوميكس الشرير دارك سايد. من بين جميع الشخصيات في ما يسمى بـ«عائلة باتمان» فإن دريك (الذي يستخدم أسمه القانوني حالياً، تيم واين) هو الوحيد الذي يعتقد بأن بروس واين لا يزال على قيد الحياة ويترك مدينة غوثام لبدء بحث عالمي عن الأدلة التي تدعم نظريته. وأمله.

## الشخصيات المقترحة
كشف محرر دي سي كوميكس باتمان مايك ماريز عن شخصيات من المقرر أن تظهر في روبن الأحمر من خلال إظهار «جدار» صوره مصغرة تحت عناوين باتمان المختلفة. الشخصيات التي من المقرر أن تظهر في روبن الأحمر غير تيم واين تشمل مراسلة مدينة غوثام فيكي فيل وأحد أعداء بروس واين الأزلي رأس الغول.

### عزرائيل
في أكتوبر / تشرين الأول 2010، ربط روبن الأحمر بشكل غير مباشر بكوميكس عزرائيل من خلال استخدام رأس الغول، الذي كان يختبر المتورطين مع بروس واين ليصبح محاربه النهائي.
ترك الفنان رامون باتشس روبن الأحمر لتولي عزرائيل مع فابيان نيسيزا، في المقابل أنهى «الكأس» وأعطى ماركوس لأول مرة في دي سي لرسم أعداده الأربعة القادمة «مجلس العناكب.»
على الرغم من الخلفيات لكلا الكوميكس التي تعتمد كثيرًا على عصبة القتلة وكلتا القصص تتقارب في بعض الأحيان، لم يكن لسلسلة باتمان: ريبورن علاقة رسمية بكلا الكوميكس. في نهاية المطاف، أنضم الأثنان إلى قصة «غوثام يجب أن تحاكم»، عندما أنتهى روبن الأحمر في مواجهة ملائكة الموت التابعة لعزرائيل.

## الحبكة

### تصادم
مع وفاة بروس واين الظاهرة، يأخذ تيم درايك هوية روبن الأحمر. وهو مصمم على العثور على بروس واين، الذي يعتقد بأنه حي.
يسافر تيم دريك إلى جميع أنحاء العالم، ويبحث عن أدلة حول مكان حياة بروس واين. بعد إنقاذ رهينة، يرجع إلى غرفته في الفندق، محبطًا. يظهر فلاش باك من تيم دريك يغادر عُزبة واين بعد خسارته عباءة روبن إلى داميان واين. يراقبه في خارج نافذته، Z، أوينز، وبرودنس، ويستهدفونه ببندقية قنص. القتلة الثلاثة في الفريق مع رأس الغول، الذي يعطي الأمر بأغتيال تيم دريك.
تنفجر غرفة الفندق، لكن روبن الأحمر يظهر ويهاجم الثلاثة. يوضح تيم أسلوبه القتالي الجديد ويستنتج هويات القتلة قبل أن يختفوا. بعد فترة وجيزة، يتواصل روبن الأحمر مع رأس الغول، الذي يرغب في معرفة ما حدث لبروس واين. يبدأ روبن الأحمر #3 عندما يحاول تيم دريك سرقة ما يبدو بأنه باتارانغ متحجر أثناء أستشارته مع رأس الغول. يظهر مرة أخرى الفلاش باك، مع تيم يقف أمام قبر بروس واين، عندما تقترب الفتاة المعجزة لتعززه وتقنعه بالعودة إلى المنزل. ومع ذلك، يستنتج تيم بأن ديك غرايسون أرسلها للتحقق منه وجعلها تتركه بمفرده.
يتناوب العدد الأخير للقوس الأول بين روبن الأحمر وباتمان اللذان يقاتلان بعضهما البعض وأكتشاف تيم لرسومات كهف بروس واين في نهاية الأزمة النهائية. في نهاية القوس الأول، يتم طعن روبن الأحمر من قبل شرير يدعى الأرمل، تاركاً أياه لموته وتهيئة المسرح للقوس الثاني.
يتعامل القوس الثاني للقصة، بمجلس العناكب، مع روبن الأحمر على مواجهة مجلس العناكب، مجموعة من القتلة الذين جعلوا من هدفهم تدمير عصبة القتلة. يقوم روبن الأحمر بتحالف مع العصبة، وبعد أن يتعامل مع المجلس، يقوم بتدمير نظام الكمبيوتر العالمي للعصبة، مما أثار غضب رأس الغول.
وقوس القصة الثالث، بعنوان تصادم، يرى روبن الأحمر في الحصول على مساعدة من باتمان الجديد (ديك غرايسون)، روبن (داميان واين)، وفتاة الوطواط (ستيفاني براون)، من أجل منع رأس الغول من تدمير إرث عائلة باتمان، الذي نجح فيه (روبن الأحمر). قُتل روبن الأحمر تقريبًا من قبل رأس الغول عندما واجهه، والذي بعد أن رأى أن خطته قد فشلت، يخاطب روبن الأحمر بأنه «محقق»، وهو العنوان الذي خصصه لبروس واين بمفرده. يرمي روبن الأحمر قبالة مبنى مرتفع جداً، ولكن يتم إنقاذ روبن الأحمرمن قبل وصول ديك غرايسون في الوقت المناسب بأسم باتمان.

### قائمة الضرب
وقصة القوس التالية، بعنوان قائمة الضرب، نرى روبن الأحمر يعمل جنبًا إلى جنب مع باتمان وروبن الجديد لمحاربة الجريمة في غوثام. لكنه يفعل ذلك بطريقته الخاصة. وهو يضع قائمة بأسماء أشخاص يشتبه في كونهم أكبر التهديدات على الجانبين. وهذا يسبب المزيد من التوتر في العلاقة بينه وبين روبن الجديد (داميان واين). ويُنظر إليه وهو يطرح زعيمة عصابة جديدة أسمها لينكس الذي يبدو بأنها المرأة القطة خاصته. نرى المراسلة فيكي فيل تلتصق كتيم واين لمعرفة ما هي الهويات الحقيقية لعائلة الوطواط. يعمل جاهداًعلى تلفيق حادثة إطلاق نار، والتي جعلته غير قادر على المشي بشكل صحيح لمجرد وضعها بعيداً عن دربه. لديه أيضاً أصطدامات مع الأناركي وبعض الأشرار من الدرجة المنخفضة الأخرى. كما يزور كاساندرا كين. هذا هو أيضاً فتح لسلسلة باتمان إنك. تظهر مشاركته في ذلك.

### جوثام يجب أن تحاكم
بعد غزو مدينة غوثام عن طريق ملائكة الموت التابعة لعزرائيل، يتحد روبن الأحمر مع باتمان الجديد، ديك جريسون للقتال ضد عزرائيل. يُختبر تيم من قبل عزرائيل لمعرفة ما إذا كان قادراً على إنقاذ حياة الأبرياء، الأختبار الذي يتلقاه، مثل ديك، ينتهي بالفشل. في النهاية تبين بأنه أنتقام لتدمير قاعدة عصبة القتلة، رأس الغول كان قد تلاعب بعزرائيل لجعله يواجه روبن الأحمر.
على الرغم من أن كتاب عزرائيل وروبن الأحمر الذي تمت الأشارة به إلى بعضهما البعض كثيرًا خلال باتمان: ريبورن، حتى لو كان لهما نفس الخلفية التي تنطوي على عصبة القتلة، فإنه لم يكن حتى قرب نهاية الكوميكس التي تم ربطها رسمياً، وكانت الأولى قد أنتهت بالفعل. 

## الزي
كان زي روبن الأحمر، من الكوميكس #1-12، عبارة عن رداء أسود وقلنسوة على قميص أحمر مع شريطين يعملان بشكل قطري عبر صدره، ويحتوي على رمزه في المنتصف. يلتف حزامه على قميصه وكان لديه قفازات سوداء. كما كان يرتدي سروال أسود طويل مع حذاء أسود. في نهاية روبن الأحمر #12، أجرى ألفريد بعض التغييرات الطفيفة على ملابسه لجعلها أكثر خصوصية به. قام ألفريد بتحديث القفازات والأحذية، وأعطاه رداءاً يمكن أن ينزلق به، وحزامًا جديدًا، وقص أطراف قميصه. ومع ذلك، في سبتمبر 2011، أعادت دي سي كوميكس تشغيل الكون الرئيسي. تيم درايك هو الآن زعيم مراهقو التايتنز. رمزه الآن على كتفه الأيسر، ولديه رداء يشبه الجناح لمساعدته على الانزلاق. وهو الآن يرتدي قناع الدومينو بدلاً من القلنسوة.

## الطبعات المجمعة
| العنوان                         | المواد التي تم جمعها                                                                | ردمك                                          | الأطلاق       |
| ------------------------------- | ----------------------------------------------------------------------------------- | --------------------------------------------- | ------------- |
| روبن الأحمر: الكأس              | روبن الأحمر #1-5                                                                    | SC: (ردمك 978-1-4012-2619-0)978-1-4012-2619-0 | مايو 2010     |
| روبن الأحمر: تصادم              | روبن الأحمر #6-12; فتاة الوطواط المجلد. 3 #8                                        | SC: (ردمك 978-1-4012-2883-5)978-1-4012-2883-5 | سبتمبر 2010   |
| روبن الأحمر: قائمة الضرب        | روبن الأحمر #13-17                                                                  | SC: (ردمك 978-1-4012-3165-1)978-1-4012-3165-1 | 29 يونيو 2011 |
| روبن الأحمر: سبعة أيام من الموت | روبن الأحمر #18-21, 23-26; مراهقو التايتنز المجلد. 3 #92                            | SC: (ردمك 978-1-4012-3364-8)978-1-4012-3364-8 | 21 مارس 2012  |
| باتمان: غوثام يجب أن تُحاكم      | عزرائيل المجلد. 2 #14-18; باتمان #708-709; سايرينس مدينة غوثام #22; روبن الأحمر #22 | SC: (ردمك 978-1-4012-3378-5)978-1-4012-3378-5 | 4 أبريل 2012  |

## الملاحظات
1. ↑  Daniel Schmergel (10 يونيو 2009). "''Red Robin'' #1 Review @ IGN Comics". Comics.ign.com. مؤرشف من الأصل في 2012-04-02. اطلع عليه بتاريخ 2011-01-02.
2. ↑  "''Red Robin'' #1 Solicitation Information @ DC Comics". Dccomics.com. 21 أبريل 2010. مؤرشف من الأصل في 2011-06-09. اطلع عليه بتاريخ 2011-01-02.
3. ↑  Phillips، Dan (29 مايو 2009). ""Inside the Relaunch of Batman" @ IGN Comics". Comics.ign.com. مؤرشف من الأصل في 2012-04-02. اطلع عليه بتاريخ 2011-01-02.
4. ↑  "DCU | Comics". Dccomics.com. 21 أبريل 2010. مؤرشف من الأصل في 2011-06-09. اطلع عليه بتاريخ 2011-01-02.
5. ↑  "DCU | Comics". Dccomics.com. 21 أبريل 2010. مؤرشف من الأصل في 2011-06-09. اطلع عليه بتاريخ 2011-01-02.
6. ↑  Fan Expo: Dan DiDio Presents the DCU نسخة محفوظة 26 يناير 2021 على موقع واي باك مشين., Comic Book Resources نسخة محفوظة 10 أبريل 2016 على موقع واي باك مشين.

## وصلات خارجية
- O'Shea، Tim (15 نوفمبر 2009). "Talking Comics with Tim: Christopher Yost". Robot 6. موارد الكتب المصورة. مؤرشف من الأصل في 2016-03-04. اطلع عليه بتاريخ 2009-11-15.
- Rogers، Vaneta (14 ديسمبر 2010). "FABIAN NICIEZA on RED ROBIN's Place in BATMAN, INC". نيوساراما[الإنجليزية]. Newsarama.com, LLC. مؤرشف من الأصل في 2012-09-30. اطلع عليه بتاريخ 2010-12-07.
- Campbell، Josie (21 مارس 2011). "The Bat Signal: Fabian Niceza". CBR News. موارد الكتب المصورة. مؤرشف من الأصل في 2020-03-28. اطلع عليه بتاريخ 2011-03-25.